# Ekta Shakti
Ekta Shakti (Enad Kraft) är ett politiskt parti i Haryana, Indien, grundat 2004. Partiets ordförande är Maratha Virender Verma, en före detta statstjänsteman. Verma är son till Shiv Ram Verma, som varit minister för dåvarande Bharatiya Jan Sangh. Verma baserar sin politiska rörelse hos ett bondekast som kallas Road. Verma menar att Roadkastet härstammar från Marathas, och genom att anspela på Marathaidentiteten lyckades han inledningsvis vinna stöd inom den gruppen. Verma byggde även sin politiska diskurs på anklagelsen att norra Haryana skulle vara diskriminerat av politiker från västra Haryana.
Verma blev anmäld för att ha organiserat partipolitisk verksamhet medan han fortfarande var statstjänsteman (vilket är olagligt).
I valet till Lok Sabha 2004 lanserade partiet tre kandidater från norra Haryana. De fick 13 022, 82 430 samt 31 202 röster.